# Italica (Schiff)
Die Italica war ein italienisches Versorgungs- und Forschungsschiff. Sie wurde von 1981 bis 1983 in Wyborg in der Sowjetunion gebaut und stand zunächst als Jugonavigator in jugoslawischen Diensten. 1990 wurde es von Italien für sein Antarktis-Forschungsprogramm übernommen. Das eisverstärkte Schiff war bis 2017 in Neapel registriert, fuhr aber vorwiegend von Ravenna aus nach Australien und Neuseeland, um die Mario-Zucchelli-Station am Rossmeer zu versorgen.

## Geschichte
Es war das 23. von 27 Schiffen des Pioner-Moskvy-Typs (Projekt 1590P). Die Einheit mit der Konstruktionsnummer 529 wurde 1983 von der zypriotischen Reederei „Thrid World Shipping“ erworben und unter dem Namen Jugo Navigator an das jugoslawische Unternehmen „Beogradska Plovidba“ (Beoplov) verchartert. Nachdem es zunächst unter liberianischer Flagge gefahren und in Monrovia registriert gewesen war, wurde es dann als Jugonavigator in Belgrad registriert und unter jugoslawischer Flagge betrieben.
Im Jahr 1990 erwarb das italienische Unternehmen „Diamar“ in Pozzuoli das Schiff und benannte es zunächst in Zuil um, noch im selben Jahr erhielt es dann den Namen Italica. Um es für das italienische Antarktisprogramm einsetzen zu können, wurde es umfassend umgebaut und strukturell verstärkt, besonders der Bug. Als Versorgungs- und Forschungsschiff operierte es hauptsächlich vom neuseeländischen Hafen Lyttelton aus. Personal und Material für die Mario-Zucchelli-Station (MZS) und die französisch-italienische Station Dome Concordia (Dome C) wurde meist per Flugzeug nach Christchurch zu einem italienischen Depot am dortigen Flughafen gebracht und dann vom benachbarten Lyttelton aus von der Italica zur MZS gebracht, die auch als Logistikstützpunkt für Dome C dient. Daneben führte es ozeanografische Einsätze durch, meist im Rossmeer. Der erste Versorgungs- und Forschungseinsatz dieser Art erfolgte noch im antarktischen Sommer 1990–91.
Am 3. April 2017 kehrte die Italica von ihrem letzten Antarktis-Einsatz nach Ravenna zurück. Sie wurde als Alica in Palau registriert und nach Indien zum Abbruch verkauft. Am 24. Juni 2017 traf sie bei einer der Abwrackwerften bei Alang ein.
Als Ersatz kaufte das „Istituto Nazionale di Oceanografia e di Geofisica Sperimentale“ in Triest 2019 mit Mitteln des Bildungs- und Forschungsministeriums in Rom das 1995 gebaute Forschungsschiff Laura Bassi, das zuvor unter dem Namen Ernest Shackleton im Dienst der British Antarctic Survey gestanden hatte.

## Sonstiges
Neben der früheren Italica und der Laura Bassi steht dem italienischen Antarktis-Forschungsprogramm noch das Forschungsschiff OGS Explora (1.400 BRT) zur Verfügung. Es gehört ebenfalls dem Istituto Nazionale di Oceanografia e di Geofisica Sperimentale in Triest.